# National Front (Storbritannien)
National Front är ett brittiskt högerextremt och populistiskt politiskt parti. Partiet säger att det står för "white family values" (vita familjens värderingar) och "Fourteen Words" (fjorton ord) Partiet arbetar öppet med vit makt-miljön och nynazistiska Stormfront.

## Historia
Partiet bildades som en sammanslagning av flera mindre extremnationalistiska partier i mitten av 1960-talet på initiativ av A.K. Chesterton. Denne hade tidigare i boken The New Unhappy Lords utvecklat tankar om hur ultranationalistiska och främlingsfientliga partier bör agera för att lägga fram sitt budskap.
I början utgjorde partiet framför allt en motvikt mot de uttalade nazisterna i England som under 1960-talet främst representerades av Colin Jordan och John Tyndall. I efterhand insåg den sistnämnde dock fördelarna med Chestertons taktik och kapade åt sig ordförandeposten i National Front 1971. Under Tyndalls ledning upplevde partiet sina glansdagar då partiet i valet 1979 med nästan 192 000 röster blev Storbritanniens sjätte största. Man vann även ett flertal platser i olika kommunfullmäktige. Glansdagarna tog dock slut i samband med parlamentsvalet 1983, då tories under Margaret Thatcher övertog över fyra femtedelar av de röster som National Front räknat.
Valmisslyckandet ledde till en hel del utrensningar. Tyndall själv utmanövrerades redan 1980 då han gick vidare och bildade British National Party. Efter misslyckandena under 1980-talet drogs partiet mer och mer mot allt obskyrare frågor och förakt för tanken på att skapa en massrörelse. Man anammade bland annat den italienska tredje positionen och vurmade för olika terrorgrupper i tredje världen. 
Från 1980-talet till 2006 var Sverigedemokraternas officiella partisymbol kopierad efter National Fronts logotyp, en brinnande fackla, dock blågul istället för i de brittiska färgerna. Den byttes 2006 ut mot den blåsippa som används idag, bland annat för att markera att partiet hade förändrats internt.

## Partiledare
- A.K. Chesterton 1967–1970
- John O'Brien 1970–1971
- John Tyndall 1971-1974, 1976-1979
- John Kingsley Read 1974–1976
- Andrew Brons 1979–1984
- Martin Wingfield 1984–1990
- Ian Anderson 1990–1995
- John McAuley 1995–1998
- Tom Holmes 1998-

## Mer läsning
- Extremhögern av Anna-Lena Lodenius och Stieg Larsson